# Groß Munzel
Groß Munzel ist ein Dorf des Calenberger Landes in der Region Hannover und ein Stadtteil von Barsinghausen.

## Geografie
Groß Munzel liegt im Zentrum der Städte Barsinghausen, Wunstorf, Garbsen, Bad Nenndorf und Hannover nördlich des Deisters. Es ist der tiefste Punkt im Stadtgebiet Barsinghausen, dessen höchster Punkt im Deister bei 363 m liegt. Am Sportplatz mündet die Möseke in die den Ort durchfließende Südaue.

## Geschichte
Erstmals erwähnt wird Groß Munzel in den Archivalien des Klosters Corvey um 960 als Munuslo (=Munzel).
Westlich des Ortes befand sich die Isenburg.
In Groß Munzel waren im 18. Jahrhundert Dragoner des Dragoner-Regiments Prinz Wallis stationiert. Der Straßenname Spielburg weist noch heute auf die dort durchgeführten Freizeitaktivitäten hin. Im Westerhagen befand sich eine Reitbahn der Dragoner.
In den 1830er Jahren entstand in einem alten Bauernhaus die erste Farb-Fabrikation durch Carl Hornemann (* 29. März 1811 in Hannover) und damit der Ursprung der heutigen Pelikan AG. Das für die Herstellung der Farben benötigte destillierte Wasser bekam Hornemann aus der benachbarten Kornbrennerei. Das Gründungsdatum der Firma, der 28. April 1838, geht auf ein erhaltenes Preisblatt dieses Tages zurück. Im Jahre 1842 erwarb Hornemann in Hannover am Engelbosteler Damm ein Grundstück von einem Morgen (2500 m²) mit Gebäuden für 2400 Taler.
Am 1. März 1974 wurde Groß Munzel in die Stadt Barsinghausen eingegliedert.

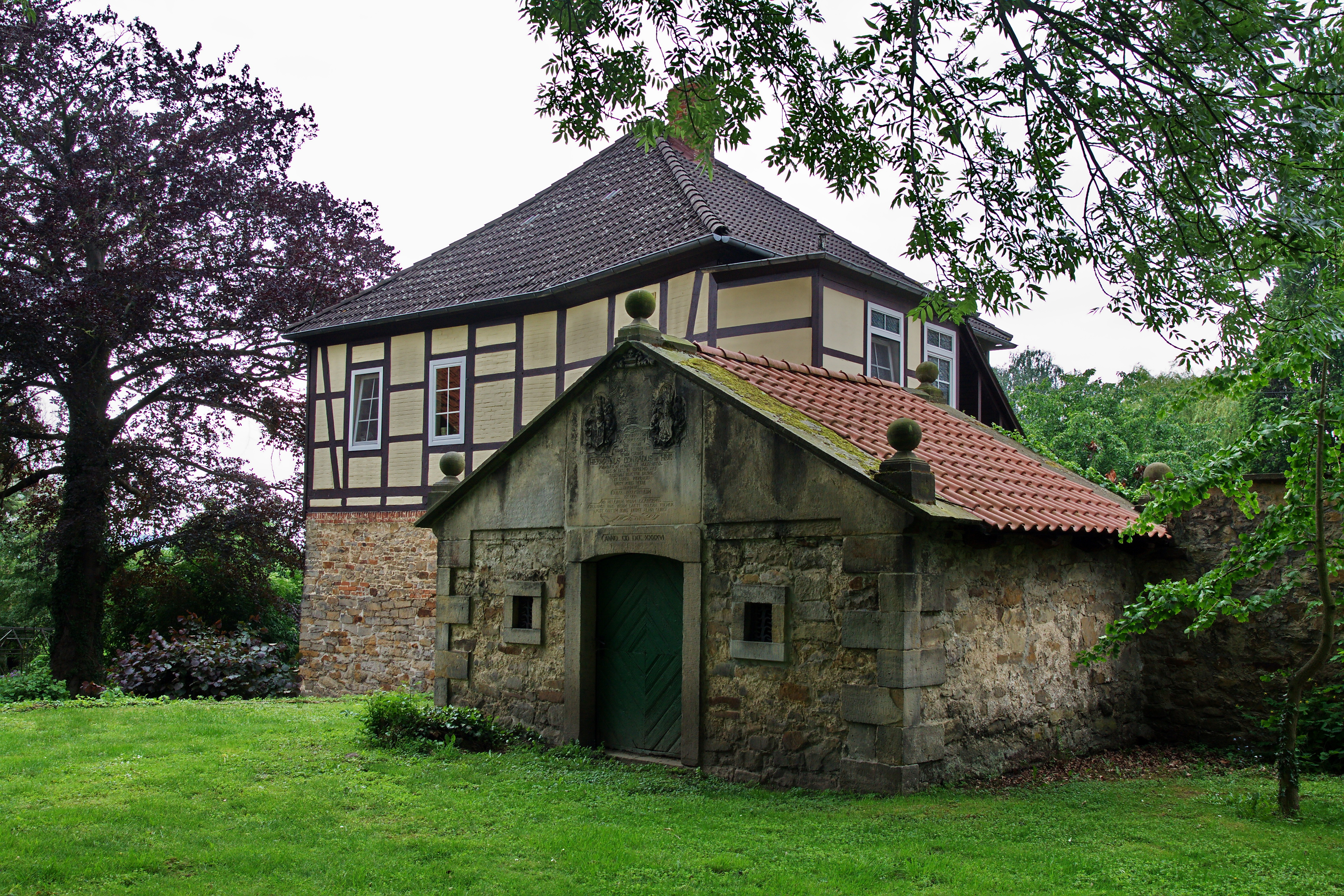
Grabmal vor dem Rittergut de Hugo
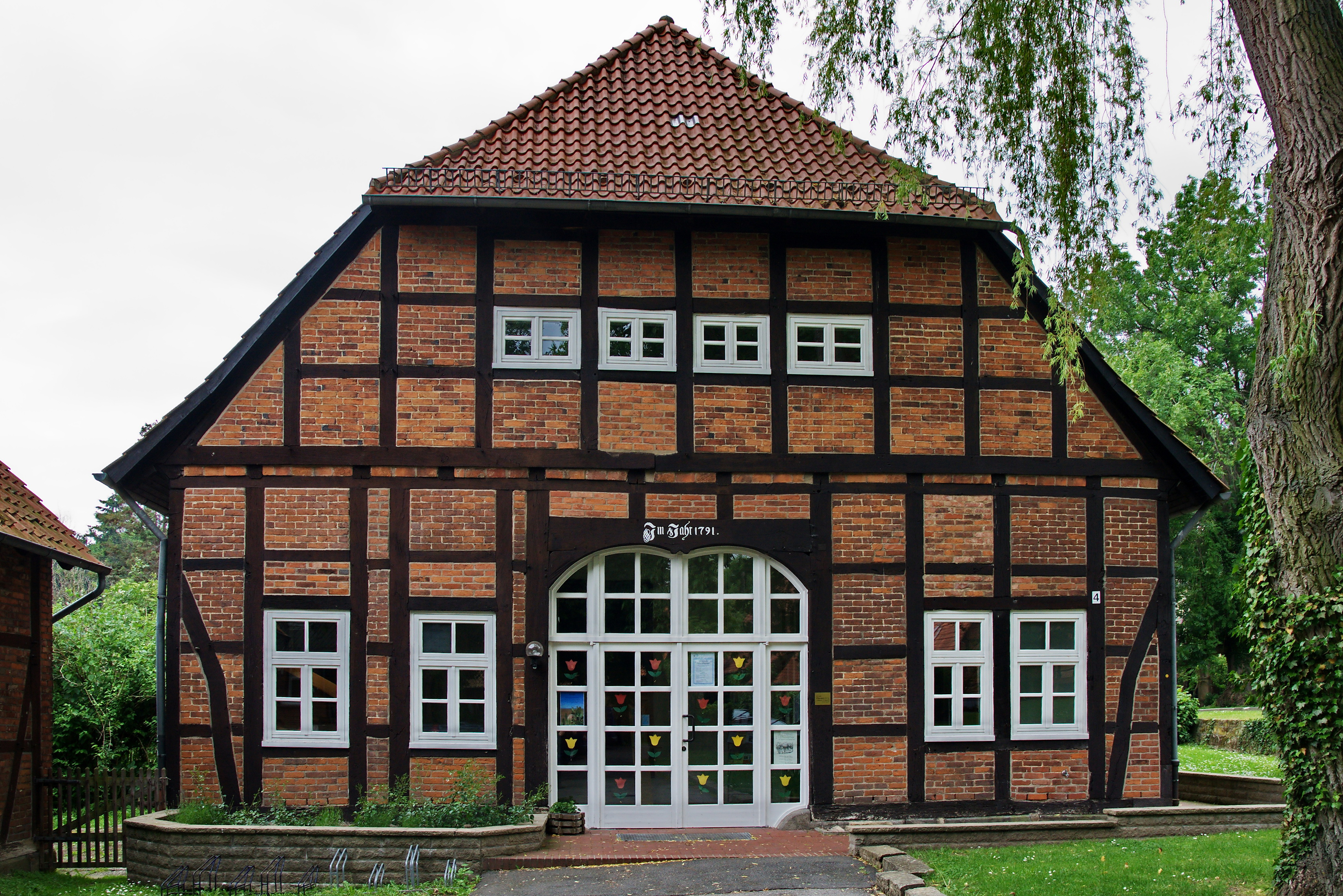
Gemeindehaus von 1791

## Einwohnerentwicklung
- 1925: 0863 Einwohner
- 1933: 0811 Einwohner
- 1939: 0771 Einwohner
- 1961: 1226 Einwohner[2]
- 1970: 1137 Einwohner[2]
- 2004: 1257 Einwohner
- 2006: 1162 Einwohner
- 2012: 1106 Einwohner

## Religion
Die evangelisch-lutherische St.-Michaelis-Kirchengemeinde gehört zur Region Süd-Land des Kirchenkreises Neustadt-Wunstorf.
Die St.-Michaelis-Kirche wurde zwischen 1801 und 1804 wieder aufgebaut, nachdem sie bei einem Dorfbrand 1787 völlig abbrannte. Der Kirchturm hingegen war erst im Jahre 1821 wiederhergestellt. 1878 wurde eine Furtwänglerorgel eingebaut und 1998 umfangreich restauriert. Zum Kirchspiel gehören außer Groß Munzel die Ortschaften Ostermunzel, Barrigsen und Holtensen.
Die katholische St.-Matthias-Kirche wurde 1951 errichtet. 1999 erfolgte ihre Profanierung, heute befindet sich die nächstgelegene katholische Kirche 10 km entfernt in Barsinghausen.

## Politik

### Stadtrat und Bürgermeister
Groß Munzel wird auf kommunaler Ebene von dem Rat der Stadt Barsinghausen vertreten.

### Wappen
Der Entwurf des Wappens von Groß Munzel stammt von dem in Gadenstedt geborenen und später in Hannover lebenden Heraldiker und Grafiker Alfred Brecht, der schon die Wappen von Aligse, Bantorf, Barrigsen und vielen anderen Ortschaften im Landkreis Hannover entworfen hat. Die Genehmigung des Wappens wurde am 30. Juni 1958 durch den Niedersächsischen Minister des Innern erteilt.
| Wappen von Groß Munzel | Blasonierung: „Schild halb gespalten und geteilt. Oben in Rot und Silber je ein Sparren in verwechselten Farben, unten in Gold eine schwarze Urne.“ |
| Wappen von Groß Munzel | Wappenbegründung: Die beiden Sparren in verwechselten Farben geben den Anfangsbuchstaben „M“ des Ortsnamens wieder. Das Tongefäß aus germanischer Zeit deutet auf das hohe Alter des Ortes hin. In der Gemarkung von Groß Munzel sind ähnliche Urnen gefunden worden. Die Sparren finden sich als Anlehnung im Wappen des Nachbarortes Ostermunzel wieder. |

## Kultur und Sehenswürdigkeiten
Von Mai bis Juli jeden Jahres finden in der St.-Michaelis-Kirche die sommerlichen Orgelkonzerte statt.

## Wirtschaft und Infrastruktur
Die Zuckerfabrik der Nordzucker AG wurde aufgrund wirtschaftlicher Überlegungen infolge der Neuordnung des EU-Zuckermarkts nach der Zuckerrübenkampagne Ende 2006, trotz zuvor erfolgter Modernisierungsmaßnahmen, nach 122 Jahren geschlossen. Die Gebäude und Aufbauten verschwanden Anfang des Jahres 2011; auf weiten Bereichen des Geländes entstand ein Solarpark. Das 1992 in Betrieb genommene Flüssigzuckerwerk ist nach wie vor in Betrieb.

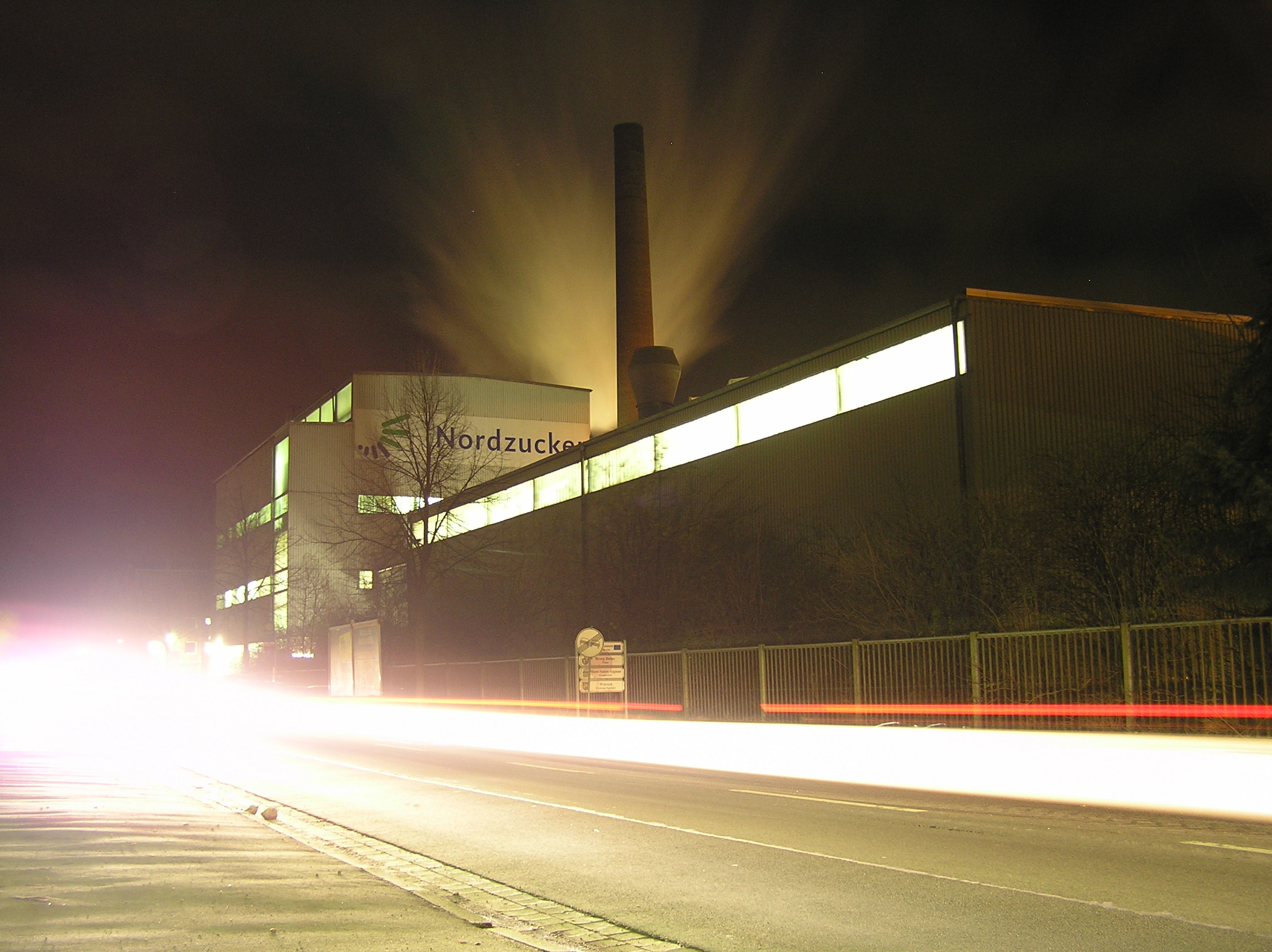
Zuckerfabrik Groß Munzel
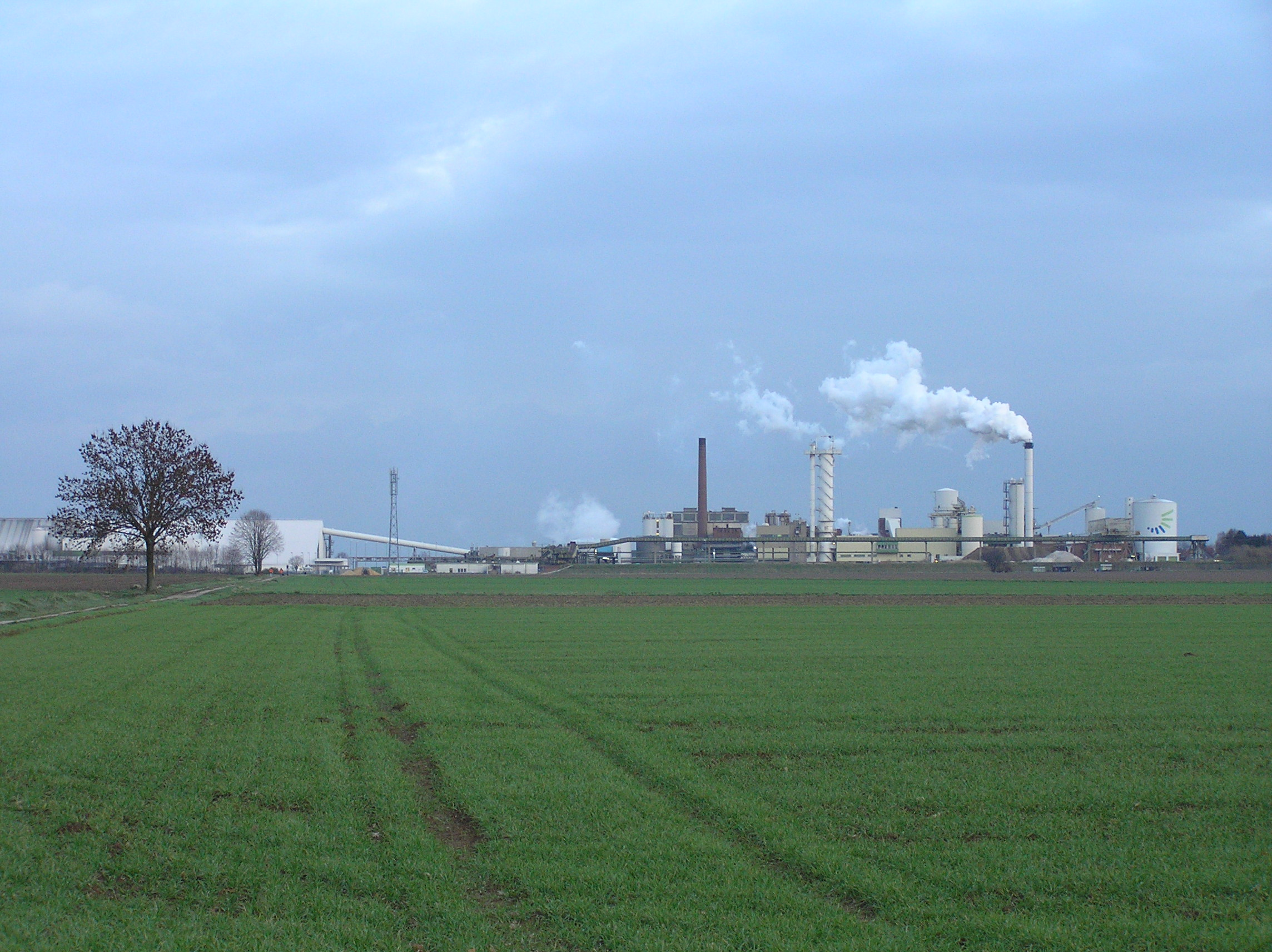
Zuckerfabrik Groß Munzel